# Star's Club
O Star's Club é um clube de futsal da cidade de Assunção, Paraguai. A equipe se tornou conhecida na américa do sul quando foi escolhida como representante paraguaio no Campeonato Sul-Americano de Clubes de Futsal de 2014 - Zona Sul por ser o terceiro colocado no Campeonato Paraguaio de Futsal de 2013.